# Yang Liwei (ruimtevaarder)

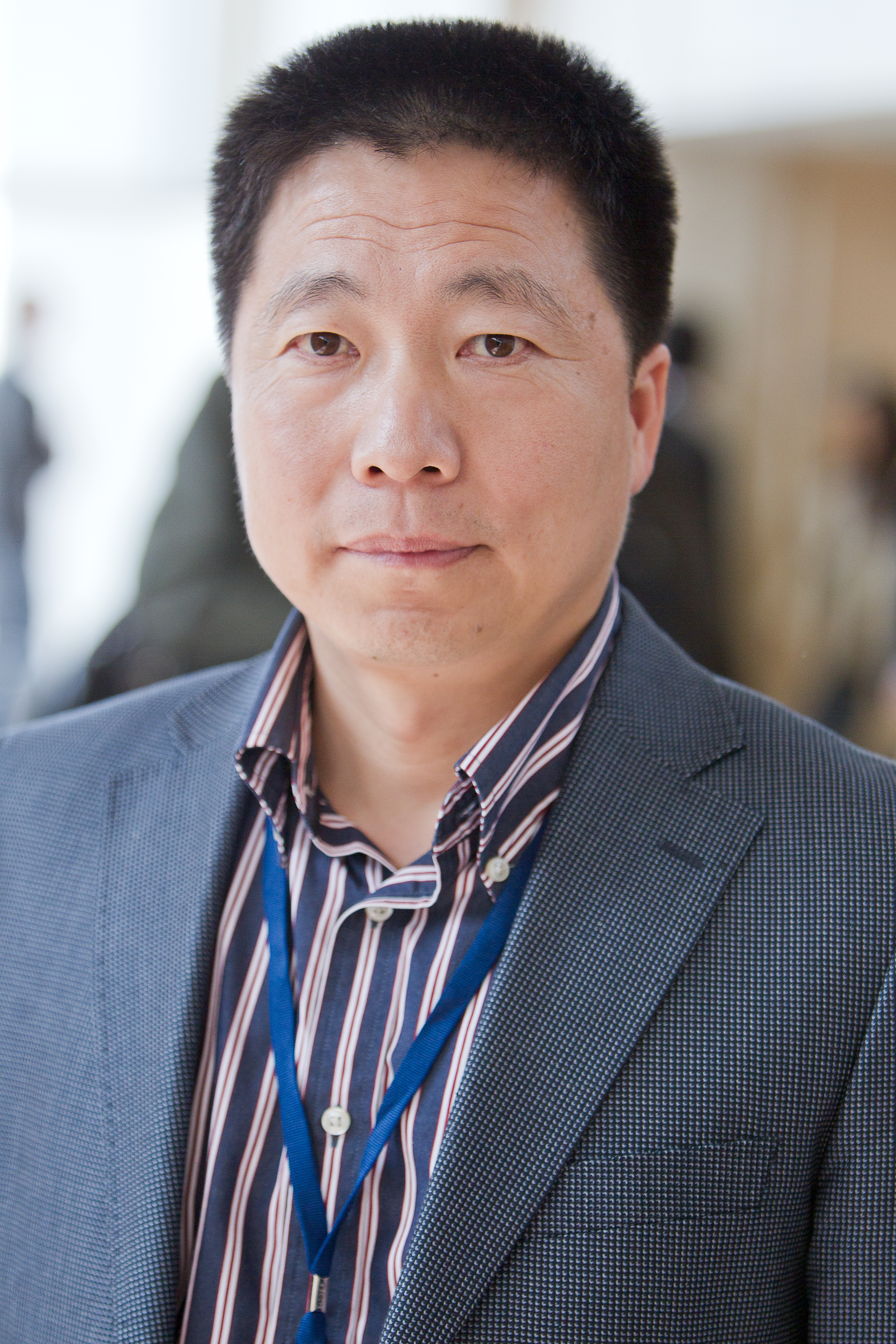
Yang Liwei

Yang Liwei (Chinees: 楊利偉 / 杨利伟) (Huludao, 21 juni 1965) is de eerste Chinese ruimtevaarder (ook wel taikonaut of yuhangyuan genoemd). Hij werd op 15 oktober 2003 gelanceerd aan boord van de Shenzhou 5 en maakte 14 rondjes om de Aarde.

## Biografie
Yang Liwei werd geboren in de regio Suizhong (andere bronnen: Huanzhong) in de provincie Liaoning in het noordoosten van China.  Op 18-jarige leeftijd nam hij dienst in het Chinese leger. In 1987 behaalde hij een graad (vergelijkbaar met Bachelor) aan de 8e Luchtvaartschool van de Chinese luchtmacht. Hij werd gevechtspiloot, en in 2003 had hij 1350 vlieguren op zijn naam staan. Hij heeft de rang van luitenant-kolonel.
In 1993 slaagde hij voor de toelatingstest voor de opleiding tot ruimtevaarder. In januari 1998 werd hij geselecteerd voor de eerste Chinese groep ruimtevaarders. Yang Liwei heeft als onderdeel van de opleiding een training ondergaan in het Gagarin Kosmonaut Centrum. Vanwege zijn uitstekende resultaten tijdens de opleiding werd hij geselecteerd als een van de drie kandidaten voor de eerste Chinese bemande ruimtevlucht.
Zijn naam werd pas één dag voor de lancering gepubliceerd, evenals de namen van de andere twee kandidaten. Voor die tijd werd veel gespeculeerd over de naam van de eerste Chinese ruimtevaarder, en werden in de pers diverse namen genoemd. In mei 2003 werd Yang Liwei genoemd in het blad Fleigerrevue, maar werd blijkbaar verder niet als serieuze kandidaat gezien.
Pas in de nacht voor de lancering werd aan de hand van een psychologische test bepaald welke van de drie kandidaten het meest geschikt was om de ruimtevlucht uit te voeren. Desondanks stond al vast dat Yang Liwei de meeste kans maakte.
Yang Liwei heeft een oudere zus en een jongere broer. In de winter van 1990 trouwde hij met Zhang Yumei. Ze hebben één zoon.